# Бојана Ковачевић
Бојана Ковачевић (Београд 4. јул 1967) дипломирана је глумица која живи и ради у Србији.

## Биографија
Бојана Ковачевић је рођена 4. јула 1967. године у Београду. Већ након треће године гимназије 1985. године уписује Факултет драмских уметности у класи професора Арсенија Јовановића. Дипломирала је 1990. године глуму на прозном делу Водена вила одлази, аустријске списатељице Ингеборг Бахман, уз самосталну адаптацију и режију.
Филмске и телевизијске улоге по којима је упамћена су: Марина (Срећни људи), Жизела (Улица липа), Лики Зиндовић (Отворена врата), Пола (Мој рођак са села), Јуца (Кир Јања), Љубица (Нож), Љиљанина мајка (Кад љубав закасни), итд.
Живи и ради у Београду, удата је и има сина Рељу.

## Професионални рад
Још током студија, Бојана Ковачевић се појављивала у улози Џил Хамонд у представи Како могу да те чујем док вода тече у Народном позоришту у Београду. Исте године играла је у ТВ серији Вуков лексикон на Телевизији Београд. Убрзо затим, уследиле су улоге у дечјим позориштима Бошко Буха, Пуж, Душко Радовић, као и у Народном позоришту. Била је водитељка забавног програма Млади лавови, који се бавио популаризацијом талентованих људи из осамдесетих, на Телевизији Београд. Од значајних драмских улога, издваја се и њен рад у оквиру КПГТ–а, где је тумачила лик госпођице Јулије у истоименој драми Аугуста Стриндберга, те Исидору Данкан у представи Миса у а–молу, Љубише Ристића, а наступила је и у ансамбл представама Пут за Никарагву и Гроф Естерхази које су биле позоришне продукције у склопу Киш фест-а.
Дебитовала је у кратком играном филму Псалм са колегом Драганом Максимовићем, а у режији сарајевског редитеља Вука Јанића. Филм Псалм, сниман у току 1992. године у Сарајеву, премијерно је приказан на Ротердамском филмском фестивалу 1997. и добио значајне критике како у домену режије, тако и глуме (тј. глумачки тандем Ковачевић –Максимовић).

## Педагошки рад
Педагошким радом бавила се интензивно, од 2009 до 2013. године, у оквиру позоришне сцене Сусрет, где је водила школу глуме и реализовала неколико представа са полазницима (Мали Принц, Ко је Малала Јсуфзаи, Смешне речи, итд.). У скорије време, Бојана се окренула истраживачким и ангажованим позоришним пројектима попут Ја сам мушкарац, много сам паметан, а ово друштво ништа не ваља, у ком глуми главну улогу, по тексту Ане Родић и у режији Милутина Петровића, (2012 на вечерњој сцени Дечјег културног центра), те у оквиру процесних радова на сцени Царина (2012 –2014). Од студентских дана глумила је у многим радио драмама у оквиру драмског програма Радио Београда. Једна од последњих је драма Орбови, мале душе, Дивне Вуксановић у режији Влатка Илића, 2014. године.

## Филмографија
| Год.       | Назив                       | Улога                       |
| ---------- | --------------------------- | --------------------------- |
| 1990-те    |                             |                             |
| 1987.      | Вуков лексикон              | Бојана                      |
| 1990.      | Форе и фазони               |                             |
| 1991.      | Млади лавови                | водитељка                   |
| 1993.      | Атом по атом                | Мима                        |
| 1995.      | Отворена врата              | Лики                        |
| 1995.      | Псалм                       |                             |
| 1993−1996. | Срећни људи                 | Марина Попац                |
| 1997.      | Кир Јања                    | Јуца                        |
| 1997.      | Балканска правила           | девојка                     |
| 1997.      | Горе Доле                   | Служавка                    |
| 1998.      | Кир Јања                    | Јуца                        |
| 1998.      | Раскршће                    | Наталија                    |
| 1999.      | Нож                         | Љубица                      |
| 1999.      | Пропутовање                 | Ана                         |
| 2000-те    |                             |                             |
| 2001.      | Вирус                       | Бојана                      |
| 2008.      | Рањени орао                 | Олгина мајка                |
| 2009.      | Улица липа                  | Жизела                      |
| 2010-те    |                             |                             |
| 2008−2011. | Мој рођак са села           | Пола                        |
| 2012.      | Јагодићи                    | неговатељица Светислава     |
| 2014.      | Кад љубав закасни           | Љиљанина мајка              |
| 2014.      | Самац у браку (ТВ серија)   | Љиљанина мајка              |
| 2014.      | Војна академија (ТВ серија) | Лелина докторка             |
| 2019.      | Група                       |                             |
| 2020-те    |                             |                             |
| 2021.      | Камионџије д.о.о.           | Бојана                      |
| 2021.      | Игра судбине                | Драгица                     |
| 2021.      | Авионџије                   | Даница Дана Андрић персерка |

## Улоге у позоришту
| Назив                                                           | Улога               | Позориште                              |
| --------------------------------------------------------------- | ------------------- | -------------------------------------- |
| Како могу да те чујем док вода тече                             | Џил Хамонд          | Народно позориште,Сцена „Раша Плаовић” |
| Rock and roll za decu                                           | више улога          | Позориште „Бошко Буха”                 |
| Марко Краљевић и Мали Радојица                                  | Хајкуна             | Позориште „Бошко Буха”                 |
| Госпођица Јулија                                                | Госпођица Јулија    | КПГТ                                   |
| Пут за Никарагву                                                | више улога          | КПГТ                                   |
| Миса у а-молу                                                   | Исидора Данкан      | КПГТ                                   |
| Гроф Естерхази                                                  | Грофица Естерхази   | КПГТ                                   |
| Камена срца                                                     | Принцеза Цинцулинцу | Мало позориште „Душко Радовић”         |
| Стилске вежбе                                                   | више улога          | Народно позориште,Сцена „Раша Плаовић” |
| Тројанке                                                        | хор                 | Народно позориште, Велика сцена        |
| Ја сам мушкарац, много сам паметан, а ово друштво ништа не ваља | Ана                 | Дечији културни центар Београд         |